# Prołom Stanisławów
Prołom Stanisławów (pełna nazwa: Ukraińskie Sportowe Towarzystwo „Prołom” Stanisławów, ukr. Українське Спортове Товариство "Пролом" Станиславів) – ukraiński klub piłkarski z siedzibą w Stanisławowie (obecnie Iwano-Frankiwsk na Ukrainie), założony w grudniu 1929 przez społeczność ukraińską. Rozwiązany podczas II wojny światowej.

## Historia
Piłkarska drużyna Prołom została założona w Stanisławowie w grudniu 1929 roku, po tym, jak we lwowskiej gazecie "Diło" żałowali, że w mieście nie było żadnego ukraińskiego klubu piłkarskiego i dlatego piłkarze Ukrainy Lwów podczas ostatniej wizyty w sierpniu 1929 byli zmuszeni grać z lokalną żydowską Hakoah i polską Stanisławowią. Nazwę klubu zaproponował profesor Gimnazjum Stanisławowskiej Dmytro Liśkiewicz. Pierwsza siedziba mieściła się w domu na ulicy Lipowej (obecnie ul.Szewczenki), w pobliżu Gimnazjum. Prezesem klubu został Teodor Martyneć - Dyrektor Banku Ziemskiego. Wcześniej w Stanisławowie funkcjonowały ukraińskie kluby "Czornohora" (założony w 1907 lub 1908), "Czumaky" (wspomnienie o nim w 1921) oraz Buj-Tur (w latach 1921-1925). Tamte kluby zmagali się tylko z innymi ukraińskimi klubami Kresów Wschodnich (Ukraina Lwów, Sianowa Czajka Przemyśl, Skała Stryj, Podilla Tarnopol), tak jak prowadzić spotkania z klubami innych narodowości zabraniał Ukraiński Sportowy Sojusz. Dopiero w 1928 ukraińskie kluby przystąpiły do rozgrywek, organizowanych przez PZPN (niemieckie cztery lata wcześniej).
3 marca 1930 roku ogłoszono o akceptacji przyłączenia do rozgrywek Klasy B lwowskiego OZPN. Pierwszy swój mecz Prołom zremisował 0:0 przeciwko drużynie TUR (Towarzystwo Uniwersytetu Robotniczego). 13 kwietnia 1930 odbył się pierwszy mecz oficjalny mistrzostw klasy B, w którym Prołom zremisował 0:0 z polskim klubem Strzelec Górka Stanisławów. Rywalami w klasie B były takie stanisławowskie drużyny jak niemiecko-polsko-ukraińska "Jedność", żydowski "Hakoah", żydowski robotniczy zespół "Admira", polskie "Górka", "Raz Dwa Trzy" i "Stanisławowia". Również w tej klasie były polska "Bystrzyca" i ukraiński "Beskyd" z Nadwornej, polski wojskowy klub "49 p.p." z Kołomyi oraz polskie "Świt" z Monasterzyski, "Strzelec" z Broszniowa i ukraińska "Stryjanka" ze Stryja. Po zakończeniu sezonu z 7 pkt. zajął przedostatnie miejsce przed spadkowiczem Jednością.
Sezon 1931 Prołom rozpoczął z nowym trenerem Osypem Nowickim - rodem z pobliskiej od Stanisławowa wsi Wowczyńca - byłego piłkarze Ukrainy Lwówa. W wyniku takiego wzmocnienia klub w końcowej tabeli klasy B 1931 roku był trzeci po Górce i Stanisławowii. W następnym roku 1932 Prołom nie osiągnął wyżyn ostatniego roku. Najbardziej słabym był sezon piłkarski z roku 1933. Zespół opuścił jego kluczowy gracz Julian Kardasz (przeniósł się do "Rewery") i przeszedł do przemyskiego "Sianu" trener Osyp Nowicki. 4 stycznia 1934 utworzono nowy ukraiński klub piłkarski USK Stanisławów, który występował tylko w rozgrywkach, organizowanych przez Ukraiński Sportowy Sojusz (USS). W 1935 zespół zasiliło kilku piłkarzy z drużyny Wychor Jamnica, występującej w systemie USS. W rezultacie w 1936 Prołom w doskonałym stylu zdobył mistrzostwo klasy B, a następnie wygrał turniej kwalifikacyjny i otrzymał prawo do gry w klasie A stanisławowskiego OZPN. Debiut w sezonie 1936/37 okazał się nieudanym. Przez zmęczenie oraz wyeliminowanie 6 podstawowych piłkarzy klub nie potrafił utrzymać się w najwyższej lidze. Do klasy A powrócił po sezonie 1938/39, w którym zdobył mistrzostwo klasy B oraz pokonał w barażach Stanisławowię o jedną bramkę. Jednak po raz drugi zagrać w klasie A nie udało się.
We wrześniu 1939, kiedy wybuchła II wojna światowa, klub przestał istnieć.

## Sukcesy
- mistrz klasy B stanisławowskiego OZPN: 1936, 1939

## Znani piłkarze
- Mykoła Dejczakiwski
- Wasyl Derkacz
- Julian Kardasz
- Osyp Nowicki
- Jarema Popel
- Petro Zubjak